# Вудланд Парк (Небраска)
Вудланд Парк (енгл. Woodland Park) насељено је место без административног статуса у америчкој савезној држави Небраска.

## Демографија
По попису из 2010. године број становника је 1.866.
| Група             | 2000.    | 2010.         |
| Белци             | 0 (0,0%) | 1.642 (88,0%) |
| Афроамериканци    | 0 (0,0%) | 28 (1,5%)     |
| Азијати           | 0 (0,0%) | 0 (0,0%)      |
| Хиспаноамериканци | 0 (0,0%) | 167 (8,9%)    |
| Укупно            | 0        | 1.866         |